# Ignác Bella
Ignác Bella ( 3. prosinec 1898, Dolná Lehota - 3. červen 1963, Bratislava) byl slovenský zemědělský odborník se zaměřením na chov hovězího dobytka a ovcí.
Jeho otec Ján Bella, jeho matka Jozefína rod. Fekiačová, jeho manželka Žofie rod. Sekeráková.

## Životopis
Do lidové školy chodil v Dolní Lehote, 1917 maturoval na gymnáziu v Banské Bystrici. V roce 1918–1920 studoval na uherské hospodářské akademii v Magyaróváre a na hospodářské akademii v Košicích. V roce 1921–1922 na studijním pobytu v Dánsku. Odborný poradce Ministerstva hospodářství v Bratislavě, 1944 na pověřenectvu SNR pro věci hospodářské a zásobovací v Banské Bystrici. Organizátor moderního chovu dojnic a ovcí, zpeněžení vlny a mlékárenství. Autor odborných článků.

## Dílo
- Výsledky užitkovej kontroly stajňovej hovädzieho dobytka na Slovensku v roku 1925. Bratislava: Zemedelska rada pre Slovensko, 1926. 28 s. Knižnica slovenského roľníka; roč. 1926, sv. 28.
- Krmenie dojníc. Bratislava: Viktor Sekey, 1931. 76, [I] s.
- Zakladanie družstevných mlekární. V Bratislave: Zemedelská rada pre Slovensko, 1933. [IV] s. Letáky Zemedelsk[ej] rad[y] pre Slovensko; Číslo 27.
- Výroba speňaženie vlny. Bratislava: Družstevné nakl., 1942. 36 s. Knižnica Lichardovho fondu; Čís. 4.